# 奥布宁斯克
奥布宁斯克（羅馬化：Obninsk）是俄罗斯卡卢加州的一座城市，2002年人口为105,706。位于莫斯科之西南方约102千米，莫斯科至烏克蘭基辅的铁路经过该城。奥布宁斯克是俄罗斯主要的科学城市之一，世界上第一个用作大规模发电的核反应堆奥布宁斯克核电站于1954年6月27日在这里开始运作，现在当地驻有12个科研机构，主要研究领域是核能工业、辐射技术、医学放射学和气象学。
该城建有一座气象塔，研究核电厂释放出的辐射。

## 友好城市
- 美国橡树岭（1992年）
- 中华人民共和国绵阳市（2000年）
- 立陶宛維薩吉納斯（2003年）